# Aventura
Az Aventura egy dominikai-amerikai bachata-R&B-együttes New York Bronx városrészéből.

## Története
A csapatot 1994-ben alapította két unokatestvér, Anthony és Henry Santos, valamint két testvér, Max és Lenny Santos. Eredeti nevük Los Teenagers (’Tinédzserek’) volt, később változtatták Aventurára. 1999-ben leszerződtek a BMG-vel, és három évvel később futottak be a We Broke the Rules című albumukkal és az Obsesión című slágerükkel, amelyet a latin diszkókban ma világszerte játszanak. 2005-ben Frankie J elkészítette a dal angol nyelvű feldolgozását, ez a változat és remixei is sikert arattak.
2006 végén az együttest örökre kitiltották a Dominikai Köztársaságból, mert egy kiskorú lány az egyik koncertjük közben feljutott a színpadra, és szuggesztív módon táncolt Max Santosszal. Az együttes kijelentette, hogy nem tudták, hogy a lány kiskorú. A tiltást azóta feloldották.
2007. február 22-én Anthony Santos, aki Thalía mexikói énekesnő No, no, no című számát szerezte, elnyerte a dallal az év popdalának járó díjat a 2007. évi Premios Lo Nuestrón. Anthony elfogadta a díjat, de Thalíának nem mondott köszönetet, ehelyett hétéves fiának, Alexnek ajánlotta a díjat. Anthony azt nyilatkozta, hogy amikor hallotta, hogy nyert, a fia volt az egyetlen, aki az eszébe jutott. Később bocsánatot kért Thalíától, aki nem tudott részt venni a díjkiosztón. Thalía azt nyilatkozta, hogy nem haragszik, hiszen „ilyesmik előfordulnak, ha az ember díjat nyer”.

## Stílusuk
Az Aventura egyedi bachata-stílusa a hiphop, R&B és reggaeton keveréke. Szövegeiket angolul és spanyolul írják.

## Tagok
- Anthony Santos – dalszerző, énekes
- Lenny Santos – gitáros, producer
- Henry Santos Jeter – énekes, dalszerző
- Max Santos – basszusgitáros

## Albumok és kislemezek
- Generation Next (1999. november 9.)
  - Cuándo volverás
- We Broke the Rules (2002. július 2.)
  - Obsesión
  - Amor de madre
- Love & Hate (2003. november 18.)
  - I’m Sorry
  - Hermanita
- Unplugged (2004. augusztus 30.)
- God’s Project (2005. április 26.)
  - Ella y yo
  - La boda
  - Un beso
- K.O.B. Live (2006. december 19.)
  - Los infieles
  - Mi corazoncito
- Sold out at Madison square. (2007)
  - Ensename a olvidarte
  - El perdedor